# 天泉三丘薬品
天泉三丘薬品株式会社（てんせんさんきゅうやくひん）は、かつて大阪府大阪市住之江区御崎5-17に本社を置いていた、塩野義製薬系列の医薬品卸売業であった。 現在はスズケンである。

## 沿革
- 1961年（昭和36年）3月 - 天泉薬品株式会社設立
- 1980年（昭和55年）3月 - 三丘薬品株式会社を合併し「天泉三丘薬品株式会社」商号変更
- 1998年（平成10年）7月 - 塩野義系の東京都の大森薬品・高田東栄薬品・宮城県のフタミ薬品・大阪府の天泉三丘薬品・大阪薬品・京都府の京西堂・和歌山県の和歌山薬品・鳥取県のサンコー薬品・徳島県のトクヤク・愛媛県の愛薬・福岡県の福岡薬品が合併しオオモリ薬品設立

## かつての営業所
- 大阪市住之江区・岸和田市・大阪市大淀区・堺市・枚方市

## かつての主要取引メーカー
- 塩野義製薬
- 藤沢薬品
- 第一製薬
- エーザイ